# MN 54. Felderítő Zászlóalj
A Magyar Néphadsereg 54. Felderítő Zászlóalj a Magyar Néphadsereg MN 9. Gépesített Lövészhadosztály közvetlen alakulata volt 1962-1987 között.

## Története
Az alakulat 1950-ben alakult meg 57. Felderítő Század néven Szántódon. Először a 35. Lövészhadosztály közvetlen alakulata volt, majd a 17. Lövészhadosztályé. 1953-ban Marcaliból diszlokált Kaposvárra a hadosztály parancsnoksággal együtt. Az 50-es évek "káoszát" követően az 1956-os forradalom utáni évek konszolidálták a Néphadsereg alakulatait, és diszlokációjukat.
Igazi fejlődés az 1961-ben létrehozott 5. Hadsereg létrehozása következett be. A 17. Lövészhadosztály állományából újbol létrehozott 9. Gépkocsizó Lövészhadosztály alárendeltségébe került.
A nagy változást 1962. ősze jelentette amikor a felderítő századot felderítő zászlóaljjá szervezték át 1962. november 1-től. A többi hadosztály felderítő zászlajai is ekkor álltak fel.
A felderítő alegységek szervezetét parancsnoksággal és törzzsel egészítették ki, ami néhány főből áll. (ügyvitel, pénzügy, szaktiszthelyettesek). A zászlóalj szervezetében híradó- és egy ellátó szakasz mellett egy BRDM-felderítő század (állományában egy BRDM-szakasz 3 járművel, egy oldalkocsis motorkerékpáros szakasz és egy ejtőernyős felderítő szakasz) volt.
1964-65-ben az "ADRIA" szervezési feladat során elkezdődött a felderítő csapatok ellátása a magyar gyártmáynú  D-442-es FUG-kal, ill. úszó harckocsikkal (UHK-al).
Ekkor tájt a felderítő zászlóalj a következőképpen szerveződött:
- Parancsnokság- és Törzs
- FUG-század 3 db FUG szakasz (10 db) és 1 db oldalkocsis mootorkerékpár szakasz (12 db)
- UHK-század 2 db szakasz (5db UHK)
- Mélységi ejtőernyős felderítő szakasz 3 db MFCS-al
- RÁF-század (hadművelet csoport, felderítő lehallgató szakasz, iránymérő szakasz)
- Kiszolgáló alegységek: szállító- ellátó- javító raj, zászlóalj ellátóhely.

Összesen 210 fő. 24 fő tiszt, 28 fő tiszthelyettes, 80 tisztes, 78 honvéd.
A "VELENCE-II" szervezési intézkedésnek megfelelően 1973. szeptember 1-én módosították a csapatok hadrenjét.
Az első lépcsős felderítő zászlóaljak hadrendje a következők szerint módosult:
- Parancsnokság- és Törzs (6 db parancsnoki PFUG jármű)
- Híradó szakasz
- Csapatfelderítő század: 6 db felderítő csoport (12 db D-944 PSZH-F,  PSZNR-1 lokátor szakasz (3 db lokátor, 3 db GAZ-69)).
- Mélységi felderítő század: 6 db mélységi felderítő csoport
- Rádiófelderítő és rádiótechnikai felderítő század: adatfeldolgozó és vezényló szakasz, rádiófelderítő szakasz, rádiótechnikai szakasz, rádió relé felderítő szakasz
- Kiszolgáló alegységek: szállító- ellátó- javító raj, zászlóalj ellátóhely.

Összesen 327 fő (béke állomány, 350 fő "M"-állomány). 25 fő tiszt, 40 fő tiszthelyettes, 90 fő tisztes, 170 fő legénységi és 2 fő polgári alkalmazott.
Fontos megjegyezni, hogy megszüntették a csapat- és mélységi felderítő századokban a szakasz szerveződési szintet.
Az 1976-ban foganasított "MARCAL" feladat során  az első lépcsős hadosztályok 3 felderítő zászlóalját, ill. a budapesti 2. Önálló Rádiófelderítő Zászlóaljat áthelyezték. Az 54. Felderítő Zászlóaljat Lentibe.
Az 1 évvel későbbi "FERTŐD-I" technikai változást hozott a felderítő alakulatok számára. Javult a felderítő- és híradástechnikai eszközök minősége, és a parancsnoki járművek ZPSZH-F-re lettek cserélve. Azidáig a PFUG-I típusú felderítő járműveket használták.
A MÁTRA-85" tervidőszak során a zászlóaljak RÁF-századainál megszüntették a rádiórelé szakaszt, ill. új technikai eszközök kerültek beszerzésre.
1983-ban felállításra került a 2. csapatfelderítő század is, ami nagyobbb létszámot eredményezett. 1985-ben az 1., 2. csapatfelderítő századok és a mélységi felderítő század is átfegyverzésre került BMP-1-es harcjárműre. A kivonásra került PSZH-F-ket a másodiklépcsős alakulatokhoz csoportosították át.
1986-87-ben a "BAKONY" középtávú fejlesztési terv részeként annak második üteme volt a sokat emlegetett ún. RUBIN-feladat. A hadsereg-hadosztály-ezred-zászlóalj szervezetet felváltotta a hadsereg-hadtest-dandár-zászlóalj szervezet.
Ennek eredményeképpen átalakult a MN 9. Gépesített Lövészhadosztály 2. Gépesített Hadtestté. A megszűnő hadosztályok alakulataik egy részét felszámolták vagy beolvasztották más alakulatokba.
A felszámolásra ítélt 54. Felderítő Zászlóalj állománya és technikai eszközeinek nagy része a szombathelyi 42. Felderítő Zászlóaljhoz és a győri 74. Felderítő Zászlóaljhoz került.
Az alakulat 1960-ig a kaposvári Gábor Áron laktanyában (Baross u. 18), majd 1960-63 között a Hunyadi János Laktanyában az ún. Füredi II-ben települt és 1963-őszétől a Táncsics Mihály Laktanyában ún. Füredi I-ben diszlokált. Az alakulat 1976-ban Lentibe költözött, ahol felszámolásáig tevékenykedett.

## Parancsnokok
- 1957-1962 Török Sándor őrnagy
- 1963-64 Szalma István őrnagy
- 1963-68 Pallai Lajos őrnagy
- 1968-1975 Bárócz János alezredes
- 1975-1978 Kelemen István őrnagy
- 1978-1984 Csiki János őrnagy
- 1984-1987 Nagy István őrnagy